# Французький університет у Вірменії
Фундація «Французький університет у Вірменії» (фр. Fondation Université Française en Arménie (UFAR), вірм. Հայաստանում ֆրանսիական համալսարան հիմնադրամ) — заклад вищої освіти, створений в результаті укладання угоди про культурне, наукове та технічне співробітництво, підписаної у 1995 р. між урядами Франції та Вірменії.

## Історія створення
4-го листопада 1995 року Вірменія і Франція підписали угоду про культурне, наукове та технічне співробітництво. 23-го листопада 1998 року було підписано протокол між Міністерством освіти і науки РВ і Посольством Франції у Вірменії. «З огляду на необхідність удосконалення системи освіти, і бажаючи скористатися багатим досвідом в галузі реалізації програм вищої та професійної освіти», Уряд Вірменії вирішує брати участь у створенні фонду «Французький університет у Вірменії». Університет був створений у 2000 році. Перші угоди про співпрацю було підписано 15 лютого 2001 року, зокрема і з університетом Жана Мулена Ліон 3.
З першого дня існування ФУВ є маяком співпраці з Францією і разом із Французьким ліцеєм Анатоля Франса — опорою розвитку франкофонії у Вірменії.

## Цілі
Від самого початку своєї діяльності університет керувався педагогічним принципом видачі двох державних дипломів — вірменського і французького зразків (бакалавра і магістра). Завдяки співпраці в академічній галузі з університетом Жана Мулена Ліон 3 університет має можливість вручати подвійні національні французькі та вірменські дипломи бакалавра та магістра відповідно Болонського процесу. Тривалість навчання в бакалавраті — 4 роки, тому що вірменські університети перебувають на перехідному етапі приєднання до Болонського процесу. Тривалість навчання в магістратурі — 2 роки. Представники посольства Франції, міністерств закордонних справ Франції та Вірменії, Міністерства освіти і науки Вірменії та Університету Жана Моліна Ліона 3 засідають в раді директорів університету. Головує пан Артур Багдасарян.
Університет, який має близько 1000 студентів, має на меті підготувати висококласних фахівців, які відповідають новим вимогам ринку праці Вірменії та кавказького економічного регіону. Молоді випускники ФУВ використовують свої знання на благо розвитку Вірменії, для зміцнення відносин між Вірменією і Францією, а також Європою. Щороку близько 70 % випускників одразу по закінченні навчання приймаються на роботу за фахом, деякі продовжують навчання за кордоном, а через 3 роки після закінчення цей відсоток доходить майже до 100.

## Переваги
ФУВ, який є фондом згідно з вірменським законодавством, користується підтримкою влади Вірменії. Головний секретар Міністерства закордонних справ Вірменії є викладачем університету. Голова ради опікунів є секретарем Ради Національної Безпеки (4-а особа у владі). Він також є одним із засновників університету. Більшість дітей високопоставлених чиновників воліють отримувати освіту в ФУВ.
ФУВ тісно співпрацює з іншими університетами, що діють у Вірменії, з кожним днем все більше зміцнюючи свою присутність у вірменському університетському житті.
ФУВ — виняткова установа. На відміну від інших установ, що надають французький диплом, таких як університет м. Каїр, де тільки проректор є громадянином Франції, і франкофонного Інституту інформатики у м. Ханой, у Французькому університеті у Вірменії, згідно зі Статутом, ректором і головним секретарем повинні бути громадяни Франції. Починаючи з 2009 р. за рішенням Міністерства зовнішніх і європейських справ Франції, в університеті працює також міжнародний волонтер.

## Освіта
Станом на 2005 у ФУВ діють п'ять факультетів:
- юриспруденції;[7]
- управління (менеджмент):[8]
- маркетингу;[9]
- фінансів;[10]
- інформатики та прикладної математики.[11]

Університет видає дипломи бакалавра в галузі права, маркетингу, економіки, управління та інформатики і прикладної математики, а також дипломи магістра за спеціальностями міжнародного підприємницького права, маркетингу і торгівлі, фінансів і контролю, а починаючи з цього року — диплом магістра за спеціальністю «Культурна комунікація, туризм та менеджмент». Цю спеціальність було відкрито на замовлення вірменського уряду, тривалість навчання — 1 рік.
Знання французької мови не є обов'язковим для вступу в університет. Протягом перших двох років студенти, крім загальноосвітніх і спеціальних предметів проходять також інтенсивний курс французької мови. Набуті знання перевіряються за допомогою міжнародного тесту DELF. Результат здачі тесту визначає продовження навчання. Так, близько 85 % студентів, що надійшли у ФУВ, які до вступу не вивчали будь-коли французьку мову, починаючи з третього курсу, здатні продовжувати навчання французькою мовою.
Починаючи з третього курсу, завдяки викладачам університетів Жана Мулена Ліон 3 і Тулуз 1 Капітол, щонайменше 20 %, а в магістратурі близько 50 % занять проводяться французькою мовою.
Після проходження обов'язкової практики у Франції, Бельгії чи Вірменії, студенти готують звіт про практику й усно захищають його. Цим вони демонструють свої комунікативні навички, а також уміння захищати дипломну роботу французькою мовою.
Переваги даного вищого навчального закладу, який тісно співпрацює з вірменськими та французькими організаціями та французькими місцевими органами самоврядування: вступний конкурс, французький і вірменський викладацький склад, значуща роль вірменської діаспори, а також інституційні партнери. Плата за навчання обчислюється відповідно з життєвим рівнем у Вірменії. ФУВ також надає стипендії кращим студентам за відмінну успішність, тим самим повністю або частково звільняючи їх від оплати, а також стипендії за соціальними умовами, завдяки приватним дарувальникам або організаціям.

## Членство в міжнародних організаціях
Університет співпрацює з організацією Європейський фонд розвитку менеджменту, яка дає акредитацію установам, що навчають фахівців у сфері менеджменту. Університет є членом університетської агенції франкофонії (AUF), а також мережі франкомовних університетів, прихильників стабільного розвитку, що згрупувалися навколо кафедри ЮНЕСКО. Відсоток прийнятих на роботу студентів ФУВ доходить до 80, що є доказом популярності франкофонії в Кавказькому регіоні і приваблює студентів з інших країн — Грузії, Ірану і Росії.